# Kurt Cutkelvin
Kurt Cutkelvin (nascido em 2 de janeiro de 1964) é um ex-ciclista olímpico belizenho. Representou sua nação em dois eventos nos Jogos Olímpicos de Verão de 1984.